# کریستیان یورگنسن تومسن
کریستیان یورگنسن تومسن (انگلیسی: Christian Jürgensen Thomsen; ۲۹ دسامبر ۱۷۸۸ – ۲۱ مهٔ ۱۸۶۵) عتیقه‌شناس و از اولین باستان‌شناسان اهل دانمارک بود.
تومسن پسر کریستیان تومسن، بازرگان و مشاور حقوقی، و هِدِوی مارگارتا یورگنسن بود.
در ۱۸۱۶، به رغم جوانی و بی‌بهره بودن از مدرکی دانشگاهی، به دبیری «کمیسیون دانمارکی برای حفظ آثار باستانی» منصوب شد و مسئولیت موزه این آثار را بر عهده گرفت.
وی مجموعه‌ها را، که در وضع اسفباری یافت، بر طبق ترتیب زمانی نظم داد، و در سال ۱۸۳۶ دست ساخت‌های دورهٔ پیش از تاریخ را به نمونه‌های عصر سنگ، عصر آهن، و عصر مفرغ (معروف بهتقسیم‌بندی سه‌گانه اعصار) تقسیم کرد. دیری نکشید که این گاهشماری جدید در کشورهای انگلیسی زبان وسیعاً پذیرفته شد، و ادعای تومسن در مورد حقّ تقدّم نیز تأیید گردید.
تومسن از سازمان دهندگان و نوسازان بود. وی یکی از نخستین کسانی بود که از موزه‌ها به منزله وسیله‌ای برای آموزش همگانی استفاده می‌کردند، و برای تحقق این هدف به اقدام تقریباً بی‌سابقه‌ای دست زد و مجموعه‌هایش را به‌رایگان در معرض دید همگان قرار داد.
تومسن در ۱۸۳۹ بازرس مجموعه‌ای از موزه‌های هنر، باستان‌شناسی، و تاریخ در کوپنهاگن شد و در ۱۸۴۸ مدیریت آنها به او رسید.